# Nieuport-Delage NiD-82
Il Nieuport-Delage NiD-82 fu un aereo da caccia monomotore sesquiplano sviluppato dall'azienda aeronautica francese Nieuport-Astra nei primi anni trenta e rimasto allo stadio di prototipo.

## Storia del progetto
Nel tentativo di sviluppare un moderno caccia monoplano l'ufficio tecnico della Nieuport realizzò un prototipo derivato dal precedente biplano NiD-72, che venne designato NiD-82. L'aereo rappresentava un miscuglio di tutte le migliori tecniche costruttive, e di tutte le soluzioni aerodinamiche fino ad allora adottate dalla casa costruttrice. Il velivolo, equipaggiato con un motore Hispano-Suiza 12LB da 600 CV, venne presentato al Salone internazionale di Parigi-Le Bourget del 1930. Le prove in volo furono condotte a Villacoublay nel mese di luglio dello stesso anno, con esito positivo. La velocità massima registrata fu di 280 km/h al livello del mare, mentre alla quota di 6 000 m era pari a 264 km/h, mentre l'aereo saliva alla stessa quota in meno di 14 minuti. Risultavano assenti i difetti riscontrati nei precedenti modelli, come centraggio troppo arretrato, alettoni inefficaci e propensione ad entrare in vite. Nel tentativo di aumentarne le prestazioni fu installato un più affidabile motore Lorraine Pétrel 12Ha da 500 CV, montato un nuovo impennaggio di coda e il peso fu ridotto di 100 kg. La velocità massima salì a 275 km/h a 6 000 m, ma l'aereo arrivò troppo tardi per il concorso 1930C1.
Nell'agosto 1931 fu rimossa l'ala inferiore, e ciò trasformò l'aereo in un monoplano con un'ala di tipo a parasole, e venne venduto alla Spagna.

## Descrizione tecnica
Aereo da caccia, monoplano, monomotore e monoposto, di costruzione interamente metallica. La configurazione alare biplano-sesquiplana, prevedeva due ali di apertura diseguale rivestite in duralluminio. L'ala superiore, posizionata a parasole, era collegata a quella inferiore da una coppia di montanti a V. La fusoliera era anch'essa collegata all'ala superiore da una coppia di montanti.
L'impennaggio di coda era del tipo classico monoderiva, dotato di piani orizzontali non controventati.
L'aereo era monoposto dotato di cabina di pilotaggio aperta. Il carrello d'atterraggio era triciclo posteriore fisso, con pattino di coda posteriore.
Per la propulsione furono considerati due tipi di motore: l'Hispano-Suiza 12LB a 12 cilindri a V raffreddati a liquido erogante 600 CV, e il più affidabile Lorraine Pétrel 12Ha erogante 500 CV. I radiatori di raffreddamento erano posti in una apposita carenatura sotto l'ala inferiore invece che sul carrello d'atterraggio come nel NiD.52.
L'armamento iniziale si basava su due mitragliatrici Vickers calibro 7,7 mm.

## Utilizzatori
Spagna
- Aeronáutica Militar